# Fläcktyfus
Fläcktyfus, även kallad äkta tyfus eller epidemisk tyfus, men kallas ofta felaktigt även fläckfeber, är en smittsam svår tyfussjukdom orsakad av bakterien Rickettsia prowazekii, som överförs av klädlöss. Man får hög feber, muskelsmärtor och ett småfläckigt hudutslag. Sjukdomen gynnas av dåliga hygieniska förhållanden och leder obehandlad ofta till döden, men den kan behandlas med antibiotika. Sjukdomen skall ej förväxlas med tyfoidfeber, som orsakas av olika salmonella-arter, men sjukdomsbilderna kan likna varandra och begreppet "tyfus" användes förr om både fläcktyfus och tyfoidfeber.
Fläcktyfus är numera sällsynt i Europa men gav i äldre tider upphov till svåra epidemier, särskilt under krig och nödår. Ett exempel är Napoleon I:s fälttåg mot Ryssland. Med en armé på 600 000 man marscherade han mot Moskva, men endast kring 15 000 återvände. Napoleon skyllde på vädret, men modern forskning antyder att en fläcktyfusepidemi bland soldaterna dödade största delen av hans armé. Man räknar med att ingen annan infektionssjukdom med undantag för malaria har orsakat så mycket lidande hos människor. Sjukdomen härjade i många nazistiska koncentrationsläger, bland annat i Bergen-Belsen och Dachau, samt sovjetiska Gulag. Anne Frank och Marie Curies syster var bland dem som dog i fläcktyfus.
Begreppet fläckfeber avser i modern svensk medicinsk terminologi den grupp tyfussjukdomar som orsakas av fästing-, lopp- och kvalsterburna rickettsibakterier, varav inga förekommer naturligt i Skandinavien.